# Diacamma bispinosum
Diacamma bispinosum is een mierensoort uit de onderfamilie van de Ponerinae. De soort is voor het eerst wetenschappelijk beschreven in 1842 door Elie Jean François Le Guillou als Ponera bispinosa. De soort werd aangetroffen op het eiland Ternate in de Molukken.